# .berlin
.berlin ist eine Neue Top-Level-Domain für Internetadressen (Domains) für Unternehmen, Organisationen und Privatpersonen mit Bezug zur Stadt Berlin ähnlich der Domain .de für Internetadressen mit Bezug zu Deutschland. Die Verwaltung der Domain erfolgt durch die dotBERLIN GmbH & Co. KG, einer Gesellschaft mit rund 90, zumeist Berliner, Gesellschaftern.
Mit Stand 27. August 2023 waren 47.517 Domains registriert.

## Geschichte
Die Idee für die .berlin-Top-Level-Domain entstand im Jahr 1999, rund ein Jahr nach Gründung der ICANN.
Am 21. Juni 2005 gründeten die Berliner Dirk Krischenowski und Alexander Schubert die dotBERLIN GmbH & Co KG mit dem Ziel, die .berlin-Top-Level-Domain bei der Internet-Verwaltungsorganisation ICANN zugelassen zu bekommen.
Am 18. März 2014 öffnete die Top-Level-Domain .berlin als erste Stadt-Top-Level-Domain die Registrierung für die Öffentlichkeit.
Laut dem ehemaligen Regierenden Bürgermeister von Berlin, Klaus Wowereit, „bietet [die Top-Level-Domain .BERLIN] die Möglichkeit, Berlin als Lebensmittelpunkt beziehungsweise als Standort der unternehmerischen Aktivitäten auch digital herauszustellen“. Zudem reservierte der Senat zehntausende Berlin-Domains, darunter die Namen von Straßen und öffentlichen Einrichtungen.
Der Geschäftsführer von dotBERLIN wurde im Mai 2017 in das Names & Numbers Steering Committee des eco – Verband der Internetwirtschaft berufen.
Seit dem 29. Mai 2018 bietet dotBERLIN unter mail.berlin E-Mail-Adressen unter verschiedenen .berlin-Domains an.

## Eigenschaften
Eine .berlin-Domainname kann zwischen einem und 63 Zeichen lang sein. Der Domainname darf nur aus den Buchstaben a bis z, den Ziffern 0 bis 9 und Bindestrichen bestehen, wobei der Name weder mit einem Bindestrich beginnen noch enden darf. Bei internationalisierten Domainnamen (IDN) ist die Maximallänge durch die RFCs 5890 und 5891 definiert.